# Psaume 15 (14)
Le psaume 15 (14 selon la numérotation grecque) est attribué à David.

## Texte
| verset | original hébreu                                                 | traduction française de Louis Segond | Vulgate latine |
| ------ | --------------------------------------------------------------- | --- | --- |
| 1      | מִזְמוֹר, לְדָוִד: יְהוָה, מִי-יָגוּר בְּאָהֳלֶךָ; מִי-יִשְׁכֹּן, בְּהַר קָדְשֶׁךָ             | [Psaume de David.] Ô Éternel ! qui séjournera dans ta tente ? Qui demeurera sur ta montagne sainte ?                                                          | [Psalmus David] Domine quis habitabit in tabernaculo tuo aut quis requiescet in monte sancto tuo                                                  |
| 2      | הוֹלֵךְ תָּמִים, וּפֹעֵל צֶדֶק; וְדֹבֵר אֱמֶת, בִּלְבָבוֹ                            | Celui qui marche dans l’intégrité, qui pratique la justice et qui dit la vérité selon son cœur.                                                               | Qui ingreditur sine macula et operatur iustitiam                                                                                                  |
| 3      | לֹא-רָגַל, עַל-לְשֹׁנוֹ--לֹא-עָשָׂה לְרֵעֵהוּ רָעָה; וְחֶרְפָּה, לֹא-נָשָׂא עַל-קְרֹבוֹ        | Il ne calomnie point avec sa langue, il ne fait point de mal à son semblable, et il ne jette point l’opprobre sur son prochain.                               | Qui loquitur veritatem in corde suo qui non egit dolum in lingua sua nec fecit proximo suo malum et obprobrium non accepit adversus proximos suos |
| 4      | נִבְזֶה, בְּעֵינָיו נִמְאָס-- וְאֶת-יִרְאֵי יְהוָה יְכַבֵּד;נִשְׁבַּע לְהָרַע, וְלֹא יָמִר       | Il regarde avec dédain celui qui est méprisable, mais il honore ceux qui craignent l’Éternel ; il ne se rétracte point, s’il fait un serment à son préjudice. | Ad nihilum deductus est in conspectu eius malignus timentes autem Dominum glorificat qui iurat proximo suo et non decipit                         |
| 5      | כַּסְפּוֹ, לֹא-נָתַן בְּנֶשֶׁךְ-- וְשֹׁחַד עַל-נָקִי, לֹא לָקָח:עֹשֵׂה-אֵלֶּה-- לֹא יִמּוֹט לְעוֹלָם | Il n’exige point d’intérêt de son argent, et il n’accepte point de don contre l’innocent. Celui qui se conduit ainsi ne chancelle jamais.                     | Qui pecuniam suam non dedit ad usuram et munera super innocentes non accepit qui facit haec non movebitur in aeternum                             |

## Usages liturgiques

### Dans le judaïsme
Le verset 4 du psaume 15 se trouve dans la amidah de Rosh Hashanah.

### Dans le christianisme

#### Chez les catholiques
Selon la règle de saint Benoît fixée vers 530, la plupart des premiers psaumes jusqu'au psaume 20 (19) étaient réservés au début de journée. Donc, ce psaume était récité ou chanté lors de l'office de prime du jeudi.
Dans la liturgie des Heures actuelle, le psaume 15 est récité ou chanté aux vêpres du lundi de la première semaine.